# Oxford Comma
"Oxford Comma" foi o terceiro single extraído do álbum Vampire Weekend e também o single mais popular dos Vampire Weekend. O videoclip está dividido por capítulos e representa os filmes favoritos dos elementos da banda.
"Oxford comma" ou a vírgula de Oxford é um recurso estilístico de escrita: a última vírgula (dispensável) de uma frase.